# Angels' Brigade
Angels' Brigade (ook bekend als Angels Revenge en Seven from Heaven) is een Amerikaanse film uit 1979, geregisseerd door Greydon Clark. De hoofdrollen werden vertolkt door Sylvia Anderson (niet te verwarren met de Britse Sylvia Anderson), Lieu Chinh en Jacqueline Cole.

## Verhaal
De film focust zich op zeven vrouwen die besluiten een lokale drugsbende te bevechten. Dit omdat de broer van Michelle Wilson, een zanger uit Las Vegas, door de bende in elkaar is geslagen. Terwijl ze hun eerste slag plannen, ontdekken ze dat de scholier Trish hen bespioneerd.
De eerste paar aanslagen van de groep zijn succesvol: ze vernietigen enkele opslagplaatsen en onderscheppen een lading drugs. Al snel krijgen de vrouwen een onaangename verrassing van de drugsbende.

## Rolverdeling
| Acteur          | Personage                       |
| --------------- | ------------------------------- |
| Sylvia Anderson | Terry Grant                     |
| Lieu Chinh      | Kako Umaro                      |
| Jacqueline Cole | April Thomas (as Jacqulin Cole) |
| Liza Greer      | Trish                           |
| Robin Greer     | Policewoman Elaine Brenner      |
| Susan Kiger     | Michelle Wilson                 |
| Noela Velasco   | Maria                           |
| Jack Palance    | Mike Farrell                    |
| Peter Lawford   | Burke                           |

## Achtergrond
De film werd slecht ontvangen door critici en kijkers. De meesten vonden de film een goedkope imitatie van Charlie's Angels. Daarnaast waren veel acteurs uit de film al over hun topperiode heen.
Vanwege de negatieve reacties werd de film lange tijd vergeten, tot hij op 11 maart 1995 werd gebruikt voor de cultserie Mystery Science Theater 3000. De film werd voor de MST3K aflevering een beetje aangepast. Zo werd het personage Miller, gespeeld door Neville Brand, eruit gelaten.